# Interhotel

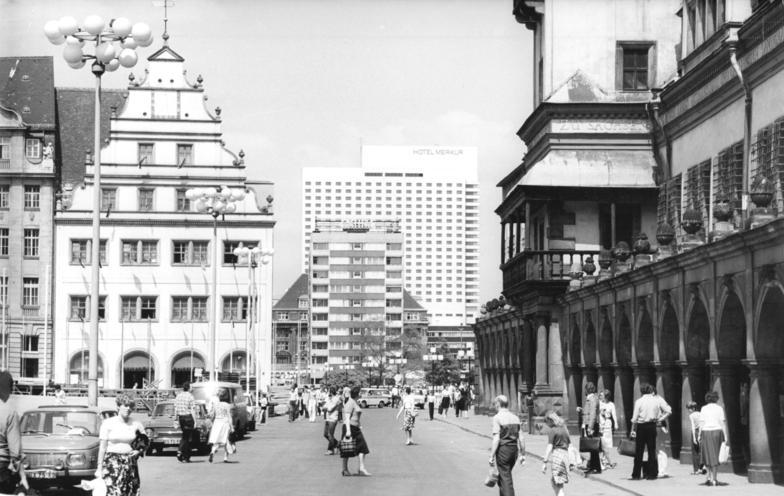
Отель «Меркур» в Лейпциге. 1981

Interhotel («Интерхоте́ль») — сеть отелей повышенного уровня обслуживания в ГДР, учреждённая 1 января 1965 года. В отелях этой гостиничной сети останавливались как гости из стран социалистического лагеря, так и капиталистических стран. Отели с вывеской Interhotel работали в большинстве окружных городов ГДР.
Изначально в сеть Interhotel вошли по одному отелю в Берлине, Эрфурте, Йене и Магдебурге, два отеля в Карл-Маркс-Штадте и пять отелей в Лейпциге. Как правило, 5-звёздочные отели обслуживали гостей из стран «несоциалистической экономической зоны» и принимали оплату в свободно конвертируемой валюте. Так называемые «валютные отели», например, берлинские «Меркур» и «Паласт-отель» и дрезденский «Бельвю», находившиеся в ведении департамента коммерческой координации министерства внешней торговли ГДР, обслуживали только гостей из капстран. В 4-звёздочных отелях сети Interhotel часто размещали гостей, прибывавших по линии Объединение свободных немецких профсоюзов или из стран, входивших в СЭВ. Например, в Interhotel Stadt Berlin на Александерплац обычно размещали гостей из СССР. Самая низкая категория гостиниц в системе Interhotel имела три звезды, обычно это были отели в небольших городах, например, отель «Элефант» в Веймаре. По сравнению с международными стандартами обслуживания в гостиничном бизнесе категория отелей Interhotel за немногими исключениями была завышена на одну звезду.
Почти все отели повышенного уровня обслуживания в ГДР относились к системе Interhotel, исключение составляли отель «Нептун» в Варнемюнде, входивший в систему HO, и отель «Цецилиенхоф» в Потсдаме, находившийся в ведении Туристического бюро ГДР.